# Friedrich Neven

Friedrich Neven

Friedrich Heinrich Neven, auch Fritz Neven, (* 9. Oktober 1902 in Beeck (Duisburg); † 2. Oktober 1971 in Kranenburg (Niederrhein)) war ein deutscher Politiker (NSDAP).

## Leben und Wirken
Nach dem Besuch der Volksschule und der Mittelschule in Duisburg-Beeck erlernte Friedrich Neven das Dreher- und Schlosserhandwerk und war danach bei seinem Ausbildungsbetrieb, der Thyssen-Hütte in Hamborn, bis 1932 beschäftigt.
Zum 11. Januar 1926 trat er in die NSDAP ein (Mitgliedsnummer 27.720). 1930 übernahm er sein erstes öffentliches Amt, als er Mitglied der Stadtverordnetenversammlung in Duisburg wurde, wo er auch die Führung der NSDAP-Fraktion übernahm. Von 1932 bis zur Auflösung dieser Körperschaft im Herbst 1933 saß Neven als Abgeordneter im Preußischen Landtag. Anschließend gehörte er von November 1933 bis zum 13. Januar 1937 dem nationalsozialistischen Reichstag als Abgeordneter für den Wahlkreis 23 (Düsseldorf-West) an. Er schied 1937 vorzeitig aus dem Reichstag aus bislang unbekannten Gründen aus. Daneben war er ab 1933 als Kreisleiter in Kleve tätig. Im Juli 1937 wurde er zunächst kommissarisch und ab März 1938 definitiv Landrat in Kleve und blieb in diesem Amt bis zum Ende des NS-Regimes. Er nahm mit seiner Familie den Wohnsitz in der Lindenallee 16, einem arisierten Haus des jüdischen Lederfabrikanten Hermann Haas.
Nach dem Ende des Zweiten Weltkrieges befand sich Neven von 1945 bis Januar 1948 in Kriegsgefangenschaft und alliierter Internierung. Im August 1948 wurde er nach einem Spruchkammerverfahren als „minderbelastet“ entnazifiziert (Kategorie III) und nach einem Berufungsverfahren im März 1949 in die Kategorie IV (Mitläufer) eingruppiert. Mit seiner Familie lebte er am Niederrhein und wurde als Kaufmann tätig.